# 青木幹典
青木 幹典（あおき もとふみ、1964年9月19日 - ）は、愛知県出身の元バスケットボール選手、プロバスケットボール指導者である。

## 人物
中央大学在学中、全日本学生選抜に選ばれる。
卒業後の1987年、日本電装（現デンソー）に入社。
バスケットボール部で1993年までプレーし、全日本実業団優勝にも貢献。引退後は監督に就任。
1996年、愛知機械工業ヘッドコーチに就任。1999年には日本リーグ1部昇格に導き、休部となる2000年まで務める。
2001年、浜松大学コーチに就任。
2006年、日本プロバスケットボールリーグ（bjリーグ）に新規参入する高松ファイブアローズのヘッドコーチに就任。1シーズン目の2006-07シーズンにプレイオフファイナルに導き、最優秀コーチ賞を受賞。2007-08シーズンも豊富な戦力で大阪エヴェッサとウエスタンカンファレンスの首位争いをしたが最終的に2位になり、3位のライジング福岡と対戦したワイルドカードゲームで敗れてプレイオフ進出はならず。2008-09シーズンはウエスタン3位でプレイオフ・カンファレンスセミファイナルに進出したが、2位の大阪に敗れてファイナル4進出を逃した。このシーズンをもって契約満了。
2009年、東京アパッチのヘッドコーチに就任。イースタン4位でカンファレンスセミファイナルに進出したが、1位の浜松・東三河フェニックスに敗れた。1シーズンで退任。退任後はbjリーグテクニカル・ディレクターを務めた。
2011年、新規参入チーム・信州ブレイブウォリアーズのヘッドコーチに就任。2011-12シーズンはイースタン8位になりプレイオフに進出できなかったため、自ら責任をとるとして1シーズンで退任した。
2012年、新規参入チーム・東京サンレーヴスのヘッドコーチに就任した。2012-13シーズンはイースタン8位でプレイオフ進出を逃した。2014-15シーズンまでの3シーズン指揮を執った。
現在はファイティングイーグルス名古屋アカデミーアドバイザー。
2017年に開催されたU15チャンピオンシップにFE名古屋U15ヘッドコーチとして率いて、初代チャンピオンに導いた。

## 経歴
選手
- 中央大 - デンソー（1987年〜1993年）

指導者
- デンソー（1993年〜1996年） - 愛知機械（1996年〜2000年） - 浜松大学（2001年〜2005年） - 高松ファイブアローズ（2006年〜2009年） - 東京アパッチ（2009年〜2010年） - 信州ブレイブウォリアーズ（2011年〜2012年） - 東京サンレーヴス（2012年〜2015年）

## 受賞歴
- 2006-07bjリーグ最優秀コーチ